# 사쿠라코지 가노코
사쿠라코지 가노코(일본어: 桜小路 かのこ, 8월 1일~)는 일본의 만화가이다. 주 장르는 순정 만화이며,  Black Bird를 통해서 2009년 블랙 버드는 순정 만화 부문 제54회 쇼가쿠칸 만화상을 수상했다.